# La Costa Brava
La Costa Brava est un groupe de rock indépendant espagnol, originaire de Saragosse. ¨Principalement actif dans les années 2000, le groupe se reforme sporadiquement à l'occasion de concerts notamment en 2022 et 2023.

## Histoire
La Costa Brava est un projet né en 2003 à Saragosse de l'amitié entre Fran Fernández (voix et guitare d'Australian Blonde) et Sergio Algora (El Niño Gusano, Muy Poca Gente) avec Daniel Garuz (Pulmón, Muy Poca Gente) et Eloy Cases (René, Muy Poca Gente). Plus tard, Enrique Moreno (batteur de Pulmón) les rejoint. Sergio Algora et Fran Fernández sont les principaux auteurs des chansons, bien qu'ils aient également enregistré des chansons de Daniel Garuz et Enrique Moreno, ainsi que des reprises de groupes espagnols et étrangers (qu'ils traduisaient en espagnol). En règle générale, chaque membre chante les chansons dont il est l'auteur.
Début 2003, ils sortent leur premier album, Déjese querer por una loca, sur le label Grabaciones en el Mar. En l'espace d'un an, ils sortent deux autres albums, Los Días más largos et Se hacen los interesantes, avant de signer avec un nouveau label, Mushroom Pillow. Leur rythme frénétique de sorties se poursuit et, fin 2004, ils sortent Llamadas perdidas, suivi de Costabravismo en juin 2005.
Toute cette activité d'enregistrement s'accompagne de concerts dans toute l'Espagne, ainsi que dans les principaux festivals de musique indépendante organisés en Espagne, comme le FIB en 2002, et le Festival de Música Contemporánea d'Alicante en 2004. En 2005, sans laisser de côté les représentations « traditionnelles », ils ont commencé à faire ce qu'ils appellent des « concerts à domicile », dans lesquels, pour un prix abordable, ils acceptent de jouer pour de petits groupes de personnes dans de petites salles et même dans des maisons privées dans un format différent : voix, guitares et claviers. Au début de 2007, ils sortent un nouvel album intitulé Velocidad de crucero chez Mushroom Pillow,.
En janvier 2008, le label Mushroom Pillow décide de mettre fin à leur contrat avec La Costa Brava pour l'enregistrement d'un autre album, et depuis lors, ils sont sans maison de disques. Selon Fran Fernández sur son blog, le groupe envisage d'auto-éditer ses prochains albums. Le 9 juillet 2008, Sergio Algora, ancien chanteur et leader de La Costa Brava, décède à son domicile,. Il souffrait de problèmes cardiaques, mentionne Fran Fernández, son partenaire de La Costa Brava, dans son blog.
En 2021, Mushroom Pillow publie leur album Costabravismo en format vinyle. le groupe joue deux concerts en 2022. En avril 2023, le groupe annonce préparer une tournée d'été.

## Projets parallèles
Fran Fernández alterne entre La Costa Brava avec Australian Blonde et des apparitions en solo sous le nom de Francisco Nixon (il a publié un album intitulé Es perfecta en 2006). Dani Garuz, lui, a publié deux albums solo sous le nom de DA : Dormidos en el zoo (Mushroom Pillow, 2005) et Pulse y espere (autopublication, 2007). Enrique Moreno est également le batteur du groupe de surf and roll The Vibrants.

## Membres
- Fran Fernández - chant, guitare
- Sergio Algora - chant, claviers
- Eloy Cases - basse
- Enrique Moreno - batterie

## Discographie
- 2003 : Déjese querer por una loca (Grabaciones en el Mar)

1. Hazte camarera
2. En el fondo está bien
3. Lentillas de colores
4. La música, las drogas, el láser, las minifaldas
5. Desastre
6. Dos científicos (Carrera por el premio)
7. El auténtico gin-tonic
8. Mal menor
9. Jesús, etc., etc.
10. Déjese querer por una loca
11. 2-Sept-2000
12. Gwen Stacy
- 2003 : Los Días más largos (Grabaciones en el Mar)

1. Cuéntame cosas tuyas
2. Canción de regalo
3. Mujeres y días
4. Natalia Verbeke
5. Quinceañeros
6. Perruca campeón
7. El tucán
8. Francia, la criada y todo
9. Llámame
- 2004 : Se hacen los interesantes (Grabaciones en el Mar)

1. La condesa aragonesa
2. Nada más
3. Copas de yate
4. Dos ostras
5. Je t'aime, moi non plus
6. Favorita
7. Azul casi luz
8. Blanca palidez
9. Nada me importa
10. Cena recalentada
11. Interesantes
- 2004 : Llamadas perdidas (Mushroom Pillow)

1. Falsos mitos sobre la piel y el cabello
2. Vuelvo a ser yo
3. Adoro a las pijas de mi ciudad
4. Mi última mujer
5. Los jóvenes realizadores
6. Boyscoutninja
7. Hotel dulce nombre
8. Dos ostras
9. El cumpleaños de Ronaldo
10. Confianza ciega
11. Toni
12. Canción para Beyonce Knowles
13. Treinta y tres
- 2005 : Costabravismo (Mushroom Pillow)

1. Nadie sabía que estaba muerto
2. Novias con el pelo largo
3. No me enseñen la lección
4. Tres años
5. Mi primera dama
6. La canción de los critters
7. Amor en Japón
8. Superpoder
9. No me importa robar
10. Olvida el ayer